# Israël au Concours Eurovision de la chanson 2020
Israël était l'un des quarante et un pays participants prévus du Concours Eurovision de la chanson 2020, qui aurait dû se dérouler à Rotterdam aux Pays-Bas. Le pays aurait été représenté par la chanteuse Eden Alene, sélectionnée via l'émission HaKokhav HaBa L'Eurovizion 2020, et sa chanson Feker Libi sélectionnée indépendamment via l'émission HaShir HaBa L'Eurovizion. L'édition est finalement annulée en raison de la pandémie de Covid-19.

## Sélection
Le diffuseur israélien KAN confirme sa participation à l'Eurovision 2020 le 12 septembre 2019. Le diffuseur confirme le 11 novembre 2019 qu'il utilisera le format HaKokhav HaBa L'Eurovizion 2020 comme sélection de son représentant. 
Le 13 janvier 2020, le diffuseur confirme que la chanson sera sélectionnée non pas en interne mais via une émission télévisée séparée : HaShir Haba L'Eurovizion, tenue le 3 mars 2020.

### Sélection de l'artiste –HaKokhav HaBa L'Eurovizion
L'artiste qui représente Israël à l'Eurovision 2020 est sélectionné via l'émission HaKokhav HaBa L'Eurovizion, version originale du format Rising Star. L'émission est présentée par Assi Azar et Rotem Sela. Les juges de l'émission sont Asaf Amdursky, Keren Peles, Shiri Maimon, le duo Static & Ben-El Tavori et Itay Levi.

#### Auditions
Les auditions sont diffusées entre le 20 novembre et le 18 décembre 2019. Au total, 59 participants se qualifient pour la suite de la compétition.
Un vote positif d'un des juges représente 8% dans le score final.
| Ordre                          | Artiste                       | Chanson                       | Vote des juges                | Vote des juges                | Vote des juges                | Vote des juges                | Vote des juges                | Score                         | Résultat                      |
| Ordre                          | Artiste                       | Chanson                       | Amdursky                      | Static & Tavori               | Maimon                        | Peles                         | Levi                          | Score                         | Résultat                      |
| Audition 1 (20 novembre 2019)  | Audition 1 (20 novembre 2019) | Audition 1 (20 novembre 2019) | Audition 1 (20 novembre 2019) | Audition 1 (20 novembre 2019) | Audition 1 (20 novembre 2019) | Audition 1 (20 novembre 2019) | Audition 1 (20 novembre 2019) | Audition 1 (20 novembre 2019) | Audition 1 (20 novembre 2019) |
| ------------------------------ | ----------------------------- | ----------------------------- | ----------------------------- | ----------------------------- | ----------------------------- | ----------------------------- | ----------------------------- | ----------------------------- | ----------------------------- |
| 1                              | Ella-Lee Lahav                | You Don't Own Me              | Yes                           | Yes                           | Yes                           | Yes                           | Yes                           | 95%                           | Qualification                 |
| 2                              | Ilor Bar                      | Power                         | No                            | Yes                           | Yes                           | No                            | Yes                           | 67%                           | Élimination                   |
| 3                              | Ohad Shragai                  | I Wanna Dance with Somebody   | Yes                           | Yes                           | Yes                           | Yes                           | Yes                           | 88%                           | Qualification                 |
| 4                              | Noa Maman                     | Khayati                       | No                            | Yes                           | No                            | Yes                           | Yes                           | 60%                           | Élimination                   |
| 5                              | Raviv Kaner                   | Angels                        | Yes                           | Yes                           | Yes                           | Yes                           | Yes                           | 93%                           | Qualification                 |
| 6                              | Danielle Ben Efraim           | Neshima                       | No                            | Yes                           | Yes                           | No                            | Yes                           | 72%                           | Qualification                 |
| 7                              | Orr Amrami-Brockman           | Ma ata rotse mimeni           | Yes                           | Yes                           | Yes                           | Yes                           | Yes                           | 97%                           | Qualification                 |
| Audition 2 (23 novembre 2019)  |                               |                               |                               |                               |                               |                               |                               |                               |                               |
| 1                              | Eden Alene                    | Alive                         | No                            | Yes                           | Yes                           | Yes                           | Yes                           | 87%                           | Qualification                 |
| 2                              | Yanai Ben Hamo                | Yesh en sof                   | Yes                           | Yes                           | Yes                           | Yes                           | Yes                           | 88%                           | Qualification                 |
| 3                              | Lee Eller                     | Sheva ba'erev                 | No                            | Yes                           | Yes                           | No                            | Yes                           | 63%                           | Élimination                   |
| 4                              | Lali Kolishkin                | Stay                          | Yes                           | Yes                           | Yes                           | Yes                           | Yes                           | 95%                           | Qualification                 |
| 5                              | Avihu Pinhasov Rhythm Club    | Hilton Tel Aviv / Yamim yafim | Yes                           | Yes                           | Yes                           | Yes                           | Yes                           | 79%                           | Qualification                 |
| 6                              | Adam Lahav                    | Crazy in Love                 | No                            | Yes                           | Yes                           | Yes                           | Yes                           | 67%                           | Élimination                   |
| 7                              | Loai Ali                      | Tslil meitar                  | No                            | Yes                           | Yes                           | Yes                           | Yes                           | 79%                           | Qualification                 |
| Audition 3 (24 novembre 2019)  |                               |                               |                               |                               |                               |                               |                               |                               |                               |
| 1                              | Ido Kolton                    | Rise Up                       | No                            | Yes                           | Yes                           | Yes                           | Yes                           | 72%                           | Qualification                 |
| 2                              | Ram Naim                      | Tafast li makom               | No                            | No                            | No                            | No                            | Yes                           | 41%                           | Élimination                   |
| 3                              | Dana Lapidot                  | All by Myself                 | No                            | Yes                           | Yes                           | Yes                           | Yes                           | 88%                           | Qualification                 |
| Audition 4 (27 novembre 2019)  |                               |                               |                               |                               |                               |                               |                               |                               |                               |
| 1                              | Gaya Shaki                    | Set Fire to the Rain          | Yes                           | Yes                           | Yes                           | Yes                           | Yes                           | 87%                           | Qualification                 |
| 2                              | Gafna Rachel Pinto            | Listen                        | Yes                           | Yes                           | No                            | No                            | Yes                           | 69%                           | Élimination                   |
| 3                              | Yohai Tzarfati                | Mitga'aga'at                  | No                            | Yes                           | Yes                           | Yes                           | Yes                           | 71%                           | Qualification                 |
| 4                              | Nathan Katorza                | It Will Rain                  | Yes                           | Yes                           | Yes                           | Yes                           | Yes                           | 88%                           | Qualification                 |
| 5                              | Yuval Beider-Peretz           | Hakol ad lekan                | Yes                           | Yes                           | No                            | Yes                           | No                            | 67%                           | Repêché                       |
| 6                              | Omer Eliyahu                  | Rak shelach                   | No                            | Yes                           | Yes                           | Yes                           | Yes                           | 83%                           | Qualification                 |
| 7                              | David Sodi                    | Halev sheli                   | No                            | No                            | No                            | No                            | Yes                           | 28%                           | Élimination                   |
| 8                              | Galit Fahima                  | Oolai hapa'am                 | Yes                           | Yes                           | No                            | No                            | Yes                           | 49%                           | Élimination                   |
| 9                              | Dorel Saadon                  | Someone You Loved             | Yes                           | Yes                           | Yes                           | Yes                           | Yes                           | 95%                           | Qualification                 |
| Audition 5 (30 novembre 2019)  |                               |                               |                               |                               |                               |                               |                               |                               |                               |
| 1                              | Yahel Yaish                   | Soldi                         | No                            | Yes                           | Yes                           | Yes                           | No                            | 71%                           | Qualification                 |
| 2                              | Zohar Manor                   | Nana Banana                   | Yes                           | Yes                           | Yes                           | Yes                           | Yes                           | 88%                           | Qualification                 |
| 3                              | Moran Aharoni                 | Believer                      | Yes                           | Yes                           | Yes                           | Yes                           | Yes                           | 88%                           | Qualification                 |
| 4                              | Sagi Trabelsi                 | Lekh im ha'emet shelkha       | No                            | No                            | —                             | Yes                           | No                            | 46%                           | Élimination                   |
| 5                              | Racheli Tareka                | Issues                        | Yes                           | Yes                           | Yes                           | Yes                           | Yes                           | 87%                           | Qualification                 |
| 6                              | Nicki Goldstein               | Someone You Loved             | No                            | Yes                           | Yes                           | Yes                           | Yes                           | 85%                           | Qualification                 |
| 7                              | Stefanie Dúnio                | Whenever, Wherever            | No                            | Yes                           | Yes                           | Yes                           | No                            | 65%                           | Élimination                   |
| 8                              | Lihi Toledano                 | Af akhat                      | Yes                           | Yes                           | Yes                           | Yes                           | Yes                           | 91%                           | Qualification                 |
| Audition 6 (1 décembre 2019)   |                               |                               |                               |                               |                               |                               |                               |                               |                               |
| 1                              | Shira Gavrielov               | Shallow                       | Yes                           | Yes                           | Yes                           | Yes                           | Yes                           | 91%                           | Qualification                 |
| 2                              | Dave Spektor                  | Caruso                        | No                            | Yes                           | Yes                           | —                             | Yes                           | 58%                           | Repêché                       |
| 3                              | Itzik Shamli                  | Kama haser                    | No                            | Yes                           | Yes                           | Yes                           | Yes                           | 81%                           | Retrait                       |
| Audition 7 (2 décembre 2019)   |                               |                               |                               |                               |                               |                               |                               |                               |                               |
| 1                              | Daniel Ben Haim               | Ve'im tavo'i elai             | No                            | Yes                           | Yes                           | Yes                           | Yes                           | 81%                           | Qualification                 |
| 2                              | Kim Kate Rose                 | Addicted to You               | No                            | Yes                           | —                             | Yes                           | —                             | 49%                           | Élimination                   |
| 3                              | Or Eddie                      | Barcelona                     | Yes                           | Yes                           | Yes                           | Yes                           | Yes                           | 77%                           | Qualification                 |
| Audition 8 (4 décembre 2019)   |                               |                               |                               |                               |                               |                               |                               |                               |                               |
| 1                              | Yinon Hagag                   | Tagidi lo                     | Yes                           | Yes                           | Yes                           | Yes                           | No                            | 80%                           | Qualification                 |
| 2                              | Oneg Israel                   | Turning Tables                | Yes                           | Yes                           | Yes                           | Yes                           | No                            | 80%                           | Qualification                 |
| 3                              | Barak Biton                   | Livchor nachon                | No                            | Yes                           | —                             | No                            | No                            | 46%                           | Élimination                   |
| 4                              | Ofer Naveh                    | Laisse-moi t'aimer            | No                            | Yes                           | Yes                           | Yes                           | Yes                           | 71%                           | Qualification                 |
| 5                              | Shira Tzafari                 | Karma Police                  | No                            | No                            | Yes                           | Yes                           | Yes                           | 58%                           | Repêché                       |
| 6                              | Judah Gavra                   | Somebody to Love              | No                            | No                            | —                             | No                            | No                            | 33%                           | Élimination                   |
| 7                              | Galit Weizman                 | The Show Must Go On           | Yes                           | Yes                           | Yes                           | Yes                           | Yes                           | 77%                           | Qualification                 |
| Audition 9 (7 décembre 2019)   |                               |                               |                               |                               |                               |                               |                               |                               |                               |
| 1                              | Eden Zohar Sivan              | Who's Lovin' You              | Yes                           | Yes                           | Yes                           | Yes                           | Yes                           | 92%                           | Qualification                 |
| 2                              | 80 Vemashu                    | Big in Japan                  | Yes                           | Yes                           | Yes                           | Yes                           | No                            | 55%                           | Élimination                   |
| 3                              | Nethanel Sherf                | Ma ata rotse mimeni           | Yes                           | Yes                           | Yes                           | Yes                           | Yes                           | 86%                           | Qualification                 |
| 4                              | Eilon Elkayam                 | Haim shlemim                  | No                            | Yes                           | Yes                           | Yes                           | Yes                           | 80%                           | Qualification                 |
| 5                              | Layla Suleiman                | Beautiful                     | Yes                           | Yes                           | Yes                           | Yes                           | Yes                           | 80%                           | Retrait                       |
| 6                              | Alan Butcher                  | Balaila                       | Yes                           | Yes                           | Yes                           | —                             | Yes                           | 84%                           | Qualification                 |
| 7                              | Lidor Sailo                   | Cry Me a River                | No                            | No                            | No                            | Yes                           | No                            | 53%                           | Élimination                   |
| Audition 10 (8 décembre 2019)  |                               |                               |                               |                               |                               |                               |                               |                               |                               |
| 1                              | HaTavlinim                    | Nim'as li mimekh              | No                            | Yes                           | —                             | Yes                           | Yes                           | 59%                           | Repêché                       |
| 2                              | Noa Farag                     | Without You                   | No                            | [ N 3 ]                       | Yes                           | [ N 3 ]                       | Yes                           | 66%                           | Élimination                   |
| 3                              | Eldad Cohen                   | Klum lo ta'im                 | Yes                           | Yes                           | Yes                           | Yes                           | Yes                           | 78%                           | Qualification                 |
| Audition 11 (9 décembre 2019)  |                               |                               |                               |                               |                               |                               |                               |                               |                               |
| 1                              | Gaella Brown                  | Ain't Nobody                  | —                             | —                             | Yes                           | Yes                           | Yes                           | 75%                           | Qualification                 |
| 2                              | Nave Mamo                     | Hello                         | No                            | No                            | No                            | Yes                           | No                            | 51%                           | Élimination                   |
| 3                              | Liora Itzhak                  | Mala mala                     | Yes                           | Yes                           | Yes                           | Yes                           | No                            | 74%                           | Qualification                 |
| Audition 12 (11 décembre 2019) |                               |                               |                               |                               |                               |                               |                               |                               |                               |
| 1                              | Chen Hadar                    | Jealous                       | No                            | Yes                           | Yes                           | Yes                           | Yes                           | 83%                           | Qualification                 |
| 2                              | Michael Tsidon                | Khayati                       | —                             | Yes                           | Yes                           | Yes                           | Yes                           | 72%                           | Qualification                 |
| 3                              | Atara Oryah                   | Achshav o l'olam              | —                             | Yes                           | Yes                           | Yes                           | Yes                           | 73%                           | Qualification                 |
| 4                              | Hila Vaknin                   | Rak otkha                     | No                            | No                            | No                            | No                            | No                            | 17%                           | Élimination                   |
| 5                              | Dikla Malka                   | Stone Cold                    | No                            | Yes                           | Yes                           | No                            | Yes                           | 66%                           | Repêché                       |
| 6                              | Wonder Years                  | It Must Be Love               | No                            | Yes                           | Yes                           | Yes                           | Yes                           | 77%                           | Qualification                 |
| 7                              | Bar Furman                    | Something's Got a Hold on Me  | No                            | Yes                           | Yes                           | Yes                           | No                            | 78%                           | Qualification                 |
| Audition 13 (14 décembre 2019) |                               |                               |                               |                               |                               |                               |                               |                               |                               |
| 1                              | HaHertzelim                   | Soldi                         | No                            | Yes                           | Yes                           | Yes                           | Yes                           | 77%                           | Qualification                 |
| 2                              | Oren Ettinger                 | Crazy                         | Yes                           | Yes                           | Yes                           | Yes                           | Yes                           | 85%                           | Qualification                 |
| 3                              | Yuval Gez                     | Over the Rainbow              | Yes                           | Yes                           | Yes                           | No                            | Yes                           | 69%                           | Élimination                   |
| 4                              | Eden Shabi                    | Mima at mefahedet             | No                            | Yes                           | Yes                           | Yes                           | Yes                           | 72%                           | Qualification                 |
| 5                              | Lital David                   | Jealous                       | No                            | No                            | No                            | Yes                           | Yes                           | 46%                           | Repêché                       |
| 6                              | Zion Huri                     | Hurricane                     | No                            | Yes                           | Yes                           | Yes                           | Yes                           | 77%                           | Qualification                 |
| 7                              | Rotem Edri Tuchner            | Djadja                        | No                            | Yes                           | No                            | No                            | —                             | 47%                           | Élimination                   |
| Audition 14 (15 décembre 2019) |                               |                               |                               |                               |                               |                               |                               |                               |                               |
| 1                              | Yossi Asher                   | En li ahava                   | Yes                           | No                            | Yes                           | No                            | Yes                           | 51%                           | Repêché                       |
| 2                              | Noy Halperin                  | Never Enough                  | No                            | Yes                           | Yes                           | Yes                           | No                            | 72%                           | Qualification                 |
| 3                              | Maya Eliyahu                  | Shkufim                       | No                            | No                            | No                            | Yes                           | No                            | 48%                           | Élimination                   |
| 4                              | Ron Peretz                    | Roobama                       | Yes                           | Yes                           | No                            | Yes                           | Yes                           | 81%                           | Qualification                 |
| Audition 15 (18 décembre 2019) |                               |                               |                               |                               |                               |                               |                               |                               |                               |
| 1                              | Lidor Ben Atia                | Shetisaref ha'ahava           | Yes                           | Yes                           | Yes                           | Yes                           | Yes                           | 70%                           | Qualification                 |
| 2                              | Linoy Akala                   | Get Lucky                     | —                             | No                            | No                            | Yes                           | —                             | 41%                           | Repêché                       |
| 3                              | Ben Tzur                      | Shmama                        | No                            | Yes                           | No                            | No                            | Yes                           | 56%                           | Élimination                   |
| 4                              | Shir Argi                     | Yerushalayim shel zahav       | Yes                           | Yes                           | Yes                           | Yes                           | Yes                           | 88%                           | Qualification                 |
| 5                              | Amit Sadan                    | You Should See Me in a Crown  | Yes                           | No                            | No                            | No                            | No                            | 41%                           | Élimination                   |
| 6                              | Shiran Avayou                 | It's My Life                  | Yes                           | Yes                           | Yes                           | Yes                           | Yes                           | 92%                           | Qualification                 |

#### Éliminatoires
Du 21 au 29 décembre 2019 ont eu lieu plusieurs éliminatoires. Contrairement aux auditions, le public n'a pas le droit de vote et seuls les juges le peuvent. Leur vote positif vaut alors 20 %.
Dans un premier temps, chaque artiste chante. Ceux ayant reçu au moins 60 % sont ensuite qualifiés pour une seconde phase, lors de laquelle les juges décident entre eux des artistes qui continueront l'émission. 20 artistes se qualifient pour la prochaine phase de l'émission.
| Ordre                             | Artiste                           | Chanson                           | Vote des juges                    | Vote des juges                    | Vote des juges                    | Vote des juges                    | Vote des juges                    | Score                             | Résultat                          |
| Ordre                             | Artiste                           | Chanson                           | Amdursky                          | Static & Tavori                   | Maimon                            | Peles                             | Levi                              | Score                             | Résultat                          |
| Éliminatoire 1 (21 décembre 2019) | Éliminatoire 1 (21 décembre 2019) | Éliminatoire 1 (21 décembre 2019) | Éliminatoire 1 (21 décembre 2019) | Éliminatoire 1 (21 décembre 2019) | Éliminatoire 1 (21 décembre 2019) | Éliminatoire 1 (21 décembre 2019) | Éliminatoire 1 (21 décembre 2019) | Éliminatoire 1 (21 décembre 2019) | Éliminatoire 1 (21 décembre 2019) |
| --------------------------------- | --------------------------------- | --------------------------------- | --------------------------------- | --------------------------------- | --------------------------------- | --------------------------------- | --------------------------------- | --------------------------------- | --------------------------------- |
| 1                                 | Ohad Shragai                      | Mono                              | No                                | Yes                               | Yes                               | Yes                               | No                                | 60%                               | Repêché                           |
| 2                                 | Lali Kolishkin                    | Addicted to You                   | Yes                               | Yes                               | Yes                               | Yes                               | Yes                               | 100%                              | Qualification                     |
| 3                                 | Yahel Yaish                       | Perfect                           | —                                 | Yes                               | No                                | No                                | No                                | 20%                               | Élimination                       |
| 4                                 | Gaya Shaki                        | Bad Romance                       | Yes                               | —                                 | Yes                               | Yes                               | Yes                               | 80%                               | Repêché                           |
| 5                                 | Ella-Lee Lahav                    | Into You                          | Yes                               | Yes                               | Yes                               | Yes                               | Yes                               | 100%                              | Qualification                     |
| 6                                 | Galit Weizman                     | Russian Roulette                  | No                                | No                                | Yes                               | Yes                               | Yes                               | 60%                               | Élimination                       |
| 7                                 | Atara Oryah                       | Original Song                     | No                                | Yes                               | No                                | No                                | —                                 | 20%                               | Élimination                       |
| 8                                 | Eden Shabi                        | Aluf haolam                       | No                                | Yes                               | Yes                               | No                                | No                                | 40%                               | Élimination                       |
| 9                                 | Zion Huri                         | Proud                             | No                                | No                                | Yes                               | No                                | No                                | 20%                               | Élimination                       |
| 10                                | Lidor Ben Atia                    | HaLev sheli                       | Yes                               | Yes                               | Yes                               | —                                 | Yes                               | 80%                               | Élimination                       |
| 11                                | Orr Amrami-Brockman               | Nitzakht iti hakol                | Yes                               | Yes                               | Yes                               | Yes                               | Yes                               | 100%                              | Qualification                     |
| Éliminatoire 2 (25 décembre 2019) |                                   |                                   |                                   |                                   |                                   |                                   |                                   |                                   |                                   |
| 1                                 | Raviv Kaner                       | Sign of the Times                 | Yes                               | Yes                               | Yes                               | Yes                               | Yes                               | 100%                              | Qualification                     |
| 2                                 | Moran Aharoni                     | Love Runs Out                     | Yes                               | Yes                               | Yes                               | Yes                               | Yes                               | 100%                              | Qualification                     |
| 3                                 | Dikla Malka                       | Who's Lovin' You                  | No                                | Yes                               | —                                 | No                                | No                                | 20%                               | Élimination                       |
| 4                                 | Michael Tsidon                    | Aramam                            | —                                 | [ N 5 ]                           | Yes                               | Yes                               | [ N 5 ]                           | 80%                               | Élimination                       |
| 5                                 | Ofer Naveh                        | Yekariti                          | Yes                               | Yes                               | —                                 | Yes                               | No                                | 60%                               | Élimination                       |
| 6                                 | HaTavlinim                        | Tango                             | Yes                               | No                                | Yes                               | Yes                               | Yes                               | 80%                               | Repêché                           |
| 7                                 | Lital David                       | Freedom                           | No                                | No                                | No                                | —                                 | —                                 | 0%                                | Élimination                       |
| 8                                 | Eilon Elkayam                     | Misheo oleh tamid iti             | No                                | No                                | —                                 | No                                | —                                 | 0%                                | Élimination                       |
| 9                                 | Alan Butcher                      | Impossible                        | No                                | —                                 | No                                | No                                | —                                 | 0%                                | Élimination                       |
| 10                                | Or Eddie                          | Ohevet oti amiti                  | No                                | Yes                               | Yes                               | Yes                               | No                                | 60%                               | Repêché                           |
| 11                                | Avihu Pinhasov Rhythm Club        | Avrom                             | Yes                               | Yes                               | Yes                               | Yes                               | Yes                               | 100%                              | Qualification                     |
| Éliminatoire 3 (28 décembre 2019) |                                   |                                   |                                   |                                   |                                   |                                   |                                   |                                   |                                   |
| 1                                 | Dorel Saadon                      | Heaven                            | Yes                               | Yes                               | Yes                               | Yes                               | Yes                               | 100%                              | Qualification                     |
| 2                                 | Eden Alene                        | Fallin'                           | Yes                               | Yes                               | Yes                               | Yes                               | Yes                               | 100%                              | Qualification                     |
| 3                                 | Yuval Beider-Peretz               | Veulai                            | No                                | —                                 | No                                | Yes                               | No                                | 20%                               | Élimination                       |
| 4                                 | Omer Eliyahu                      | Shuvi lebeitech                   | No                                | Yes                               | Yes                               | Yes                               | Yes                               | 80%                               | Repêché                           |
| 5                                 | Sarah Hoffman                     | Womanizer                         | Yes                               | Yes                               | Yes                               | Yes                               | —                                 | 80%                               | Withdrew                          |
| 6                                 | Nicki Goldstein                   | Million Reasons                   | No                                | Yes                               | Yes                               | Yes                               | No                                | 60%                               | Repêché                           |
| 7                                 | Yohai Tzarfati                    | Shmama                            | Yes                               | Yes                               | Yes                               | —                                 | No                                | 60%                               | Élimination                       |
| 8                                 | Bar Furman                        | Skyfall                           | No                                | No                                | Yes                               | Yes                               | Yes                               | 60%                               | Élimination                       |
| 9                                 | Dana Lapidot                      | Mangina                           | Yes                               | Yes                               | Yes                               | Yes                               | Yes                               | 100%                              | Qualification                     |
| Éliminatoire 4 (29 décembre 2019) |                                   |                                   |                                   |                                   |                                   |                                   |                                   |                                   |                                   |
| 1                                 | Nathan Katorza                    | Can't Take My Eyes Off You        | Yes                               | [ N 5 ]                           | Yes                               | Yes                               | [ N 5 ]                           | 100%                              | Qualification                     |
| 2                                 | Linoy and Gil                     | You're the One That I Want        | Yes                               | Yes                               | Yes                               | Yes                               | Yes                               | 100%                              | Qualification                     |
| 3                                 | Yossi Asher                       | Besof mitraglim lehakol           | Yes                               | [ N 5 ]                           | —                                 | Yes                               | [ N 5 ]                           | 80%                               | Élimination                       |
| 4                                 | Ron Peretz                        | Af echad lo ba li                 | —                                 | No                                | No                                | No                                | No                                | 0%                                | Élimination                       |
| 5                                 | Lihi Toledano                     | Melade                            | Yes                               | Yes                               | Yes                               | No                                | No                                | 60%                               | Élimination                       |
| 6                                 | Shiran Avayou                     | Poison                            | —                                 | Yes                               | —                                 | Yes                               | Yes                               | 60%                               | Élimination                       |
| 7                                 | Nethanel Sherf                    | Hello                             | No                                | Yes                               | No                                | —                                 | No                                | 20%                               | Élimination                       |
| 8                                 | Eden Zohar Sivan                  | I Wish                            | No                                | —                                 | Yes                               | Yes                               | Yes                               | 60%                               | Repêché                           |
| 9                                 | Loai Ali                          | Kehev shel lohamim                | No                                | Yes                               | Yes                               | Yes                               | Yes                               | 80%                               | Repêché                           |
| 10                                | Oneg Israel                       | Aieka                             | Yes                               | [ N 5 ]                           | Yes                               | No                                | [ N 5 ]                           | 60%                               | Repêché                           |

| Chen Hadar          | Ido Kolton      | Shira Tzafari  |
| Daniel Ben Haim     | Liora Itzhak    | Wonder Years   |
| Danielle Ben Efraim | Noy Halperin    | Yanai Ben Hamo |
| Dave Spektor        | Oren Ettinger   | Yinon Hagag    |
| Eldad Cohen         | Racheli Tareka  | Zohar Manor    |
| Gaella Brown        | Shir Argi       |                |
| HaHertzelim         | Shira Gavrielov |                |

#### Round du Top 20
Le round du Top 20 au eu lieu du 4 au 9 janvier 2020. Les vingt artistes encore en compétition sont répartis en dix duels. De chaque duel, l'artiste ayant reçu le meilleur score se qualifie pour la prochaine étape de la compétition. Au terme des dix duels, les juges ont repêché six artistes parmi les perdants. Un total de seize artistes sont donc qualifiés pour la suite.
| Duel                      | Ordre                     | Artiste                    | Chanson                       | Vote des juges            | Vote des juges            | Vote des juges            | Vote des juges            | Vote des juges            | Score                     | Résultat                  |
| Duel                      | Ordre                     | Artiste                    | Chanson                       | Amdursky                  | Static & Tavori           | Maimon                    | Peles                     | Levi                      | Score                     | Résultat                  |
| Partie 1 (4 janvier 2020) | Partie 1 (4 janvier 2020) | Partie 1 (4 janvier 2020)  | Partie 1 (4 janvier 2020)     | Partie 1 (4 janvier 2020) | Partie 1 (4 janvier 2020) | Partie 1 (4 janvier 2020) | Partie 1 (4 janvier 2020) | Partie 1 (4 janvier 2020) | Partie 1 (4 janvier 2020) | Partie 1 (4 janvier 2020) |
| ------------------------- | ------------------------- | -------------------------- | ----------------------------- | ------------------------- | ------------------------- | ------------------------- | ------------------------- | ------------------------- | ------------------------- | ------------------------- |
| I                         | 1                         | Eden Alene                 | Power                         | Yes                       | Yes                       | Yes                       | Yes                       | Yes                       | 86%                       | Qualification             |
| I                         | 2                         | HaTavlinim                 | Tel Aviv balayla              | Yes                       | Yes                       | Yes                       | Yes                       | Yes                       | 70%                       | Repêché                   |
| II                        | 3                         | Or Eddie                   | Kmo Cinderella                | No                        | Yes                       | Yes                       | No                        | Yes                       | 50%                       | Élimination               |
| II                        | 4                         | Orr Amrami-Brockman        | Kol yom kmo ness              | Yes                       | Yes                       | Yes                       | Yes                       | Yes                       | 88%                       | Qualification             |
| III                       | 5                         | Nathan Katorza             | Uptown Funk                   | Yes                       | Yes                       | Yes                       | No                        | Yes                       | 70%                       | Élimination               |
| III                       | 6                         | Gaya Shaki                 | Crazy                         | Yes                       | Yes                       | Yes                       | Yes                       | Yes                       | 92%                       | Qualification             |
| IV                        | 7                         | Ella-Lee Lahav             | Hey Mama                      | Yes                       | Yes                       | Yes                       | Yes                       | Yes                       | 90%                       | Qualification             |
| IV                        | 8                         | Nicki Goldstein            | Creep                         | No                        | Yes                       | Yes                       | Yes                       | Yes                       | 73%                       | Repêché                   |
| Partie 2 (5 janvier 2020) |                           |                            |                               |                           |                           |                           |                           |                           |                           |                           |
| V                         | 9                         | Avihu Pinhasov Rhythm Club | Zingara / Neshama kapara mami | No                        | Yes                       | Yes                       | Yes                       | No                        | 52%                       | Repêché                   |
| V                         | 10                        | Linoy and Gil              | Diamonds                      | No                        | No                        | No                        | Yes                       | Yes                       | 67%                       | Qualification             |
| VI                        | 11                        | Ohad Shragai               | Wake Me Up                    | No                        | Yes                       | Yes                       | Yes                       | No                        | 57%                       | Repêché                   |
| VI                        | 12                        | Eden Zohar Sivan           | Doo Wop (That Thing)          | Yes                       | Yes                       | Yes                       | Yes                       | Yes                       | 80%                       | Qualification             |
| VII                       | 13                        | Dana Lapidot               | I Don't Wanna Miss a Thing    | No                        | No                        | Yes                       | No                        | Yes                       | 61%                       | Élimination               |
| VII                       | 14                        | Moran Aharoni              | River                         | Yes                       | Yes                       | Yes                       | Yes                       | Yes                       | 85%                       | Qualification             |
| VIII                      | 15                        | Raviv Kaner                | The Show Must Go On           | No                        | Yes                       | No                        | Yes                       | No                        | 55%                       | Repêché                   |
| VIII                      | 16                        | Dorel Saadon               | All of Me                     | Yes                       | Yes                       | Yes                       | Yes                       | Yes                       | 88%                       | Qualification             |
| Partie 3 (9 janvier 2020) |                           |                            |                               |                           |                           |                           |                           |                           |                           |                           |
| IX                        | 17                        | Oneg Israel                | Proud Mary                    | Yes                       | Yes                       | No                        | No                        | No                        | 47%                       | Élimination               |
| IX                        | 18                        | Lali Kolishkin             | Turning Tables                | Yes                       | Yes                       | Yes                       | Yes                       | Yes                       | 88%                       | Qualification             |
| X                         | 19                        | Loai Ali                   | Lindana Lindana               | No                        | No                        | Yes                       | Yes                       | Yes                       | 60%                       | Repêché                   |
| X                         | 20                        | Omer Eliyahu               | Pri ganeh                     | No                        | No                        | No                        | Yes                       | Yes                       | 68%                       | Qualification             |

#### Heats

##### Heat 1
Le premier heat a eu lieu le 11 janvier 2020. Les seize artistes s'affrontent par duels lors de cette émission. Huit d'entre eux sont groupés en quatre duos. Au terme de ce heat, seuls trois artistes sont éliminés.
| Duel                       | Ordre                      | Artiste                              | Chanson                    | Vote des juges             | Vote des juges             | Vote des juges             | Vote des juges             | Vote des juges             | Score                      | Résultat                   |
| Duel                       | Ordre                      | Artiste                              | Chanson                    | Amdursky                   | Static & Tavori            | Maimon                     | Peles                      | Levi                       | Score                      | Résultat                   |
| Partie 1 (11 janvier 2020) | Partie 1 (11 janvier 2020) | Partie 1 (11 janvier 2020)           | Partie 1 (11 janvier 2020) | Partie 1 (11 janvier 2020) | Partie 1 (11 janvier 2020) | Partie 1 (11 janvier 2020) | Partie 1 (11 janvier 2020) | Partie 1 (11 janvier 2020) | Partie 1 (11 janvier 2020) | Partie 1 (11 janvier 2020) |
| -------------------------- | -------------------------- | ------------------------------------ | -------------------------- | -------------------------- | -------------------------- | -------------------------- | -------------------------- | -------------------------- | -------------------------- | -------------------------- |
| I                          | 1                          | Eden Alene & Moran Aharoni           | A Natural Woman            | Yes                        | Yes                        | Yes                        | Yes                        | Yes                        | 92%                        | Qualification              |
| I                          | 2                          | Dorel Saadon & Eden Zohar Sivan      | Stand by Me                | Yes                        | Yes                        | Yes                        | Yes                        | No                         | 75%                        | Repêché                    |
| II                         | 3                          | HaTavlinim                           | Shnei meshugaim            | No                         | Yes                        | Yes                        | Yes                        | Yes                        | 60%                        | Élimination                |
| II                         | 4                          | Ohad Shragai                         | Hey                        | No                         | Yes                        | Yes                        | Yes                        | Yes                        | 77%                        | Qualification              |
| III                        | 5                          | Avihu Pinhasov Rhythm Club           | Einaim sheli               | Yes                        | Yes                        | No                         | Yes                        | No                         | 45%                        | Repêché                    |
| III                        | 6                          | Loai Ali                             | Ratsiti ledaber itcha      | No                         | Yes                        | Yes                        | Yes                        | Yes                        | 78%                        | Qualification              |
| IV                         | 7                          | Linoy and Gil                        | Eretz ktana im safam       | No                         | No                         | —                          | Yes                        | Yes                        | 35%                        | Élimination                |
| IV                         | 8                          | Raviv Kaner                          | Aba                        | No                         | Yes                        | Yes                        | Yes                        | No                         | 67%                        | Qualification              |
| V                          | 9                          | Ella-Lee Lahav & Orr Amrami-Brockman | Señorita                   | Yes                        | Yes                        | Yes                        | Yes                        | Yes                        | 95%                        | Qualification              |
| V                          | Partie 2 (13 janvier 2020) |                                      |                            |                            |                            |                            |                            |                            |                            |                            |
| V                          | 10                         | Gaya Shaki & Lali Kolishkin          | Umbrella                   | Yes                        | Yes                        | Yes                        | Yes                        | Yes                        | 88%                        | Repêché                    |
| VI                         | 11                         | Omer Eliyahu                         | BMW shora / Nimas mimeh    | No                         | No                         | No                         | No                         | Yes                        | 50%                        | Qualification              |
| VI                         | 12                         | Nicki Goldstein                      | California Dreamin'        | No                         | Yes                        | No                         | No                         | No                         | 45%                        | Élimination                |

##### Heat 2
| Ordre                      | Artiste                    | Chanson                     | Vote des juges             | Vote des juges             | Vote des juges             | Vote des juges             | Vote des juges             | Score                      | Résultat                   |
| Ordre                      | Artiste                    | Chanson                     | Amdursky                   | Tavori                     | Maimon                     | Peles                      | Static                     | Score                      | Résultat                   |
| Partie 1 (16 janvier 2020) | Partie 1 (16 janvier 2020) | Partie 1 (16 janvier 2020)  | Partie 1 (16 janvier 2020) | Partie 1 (16 janvier 2020) | Partie 1 (16 janvier 2020) | Partie 1 (16 janvier 2020) | Partie 1 (16 janvier 2020) | Partie 1 (16 janvier 2020) | Partie 1 (16 janvier 2020) |
| -------------------------- | -------------------------- | --------------------------- | -------------------------- | -------------------------- | -------------------------- | -------------------------- | -------------------------- | -------------------------- | -------------------------- |
| 1                          | Ella-Lee Lahav             | I Kissed a Girl             | Yes                        | Yes                        | Yes                        | Yes                        | Yes                        | 84%                        | Qualification              |
| 2                          | Moran Aharoni              | Always Remember Us This Way | Yes                        | Yes                        | Yes                        | Yes                        | Yes                        | 83%                        | Qualification              |
| 3                          | Ohad Shragai               | Ve'im preda                 | No                         | Yes                        | Yes                        | Yes                        | Yes                        | 68%                        | Qualification              |
| 4                          | Lali Kolishkin             | Wings                       | Yes                        | Yes                        | Yes                        | Yes                        | Yes                        | 89%                        | Qualification              |
| 5                          | Eden Alene                 | Iloo yakholti               | Yes                        | Yes                        | Yes                        | Yes                        | Yes                        | 86%                        | Qualification              |
| Partie 2 (18 janvier 2020) |                            |                             |                            |                            |                            |                            |                            |                            |                            |
| 6                          | Eden Zohar Sivan           | Sax                         | Yes                        | Yes                        | Yes                        | Yes                        | Yes                        | 84%                        | Qualification              |
| 7                          | Raviv Kaner                | Feeling Good                | Yes                        | Yes                        | Yes                        | Yes                        | Yes                        | 90%                        | Qualification              |
| 8                          | Gaya Shaki                 | Halomot shel aherim         | Yes                        | Yes                        | Yes                        | Yes                        | Yes                        | 71%                        | Qualification              |
| 9                          | Orr Amrami-Brockman        | Ad mahar                    | No                         | Yes                        | Yes                        | Yes                        | Yes                        | 83%                        | Qualification              |
| 10                         | Avihu Pinhasov Rhythm Club | Let's Dance                 | Yes                        | No                         | No                         | Yes                        | Yes                        | 43%                        | Élimination                |
| 11                         | Omer Eliyahu               | Mima at mefahedet           | No                         | Yes                        | Yes                        | Yes                        | Yes                        | 76%                        | Qualification              |
| 12                         | Dorel Saadon               | The Reason                  | No                         | Yes                        | Yes                        | Yes                        | Yes                        | 77%                        | Qualification              |
| 13                         | Loai Ali                   | Livhor nakhon               | Yes                        | Yes                        | Yes                        | Yes                        | Yes                        | 85%                        | Qualification              |

##### Heat 3
| Duel                       | Ordre                      | Artiste                    | Chanson                      | Vote des juges             | Vote des juges             | Vote des juges             | Vote des juges             | Vote des juges             | Score                      | Résultat                   |
| Duel                       | Ordre                      | Artiste                    | Chanson                      | Amdursky                   | Static & Tavori            | Maimon                     | Mesika                     | Peles                      | Score                      | Résultat                   |
| Partie 1 (19 janvier 2020) | Partie 1 (19 janvier 2020) | Partie 1 (19 janvier 2020) | Partie 1 (19 janvier 2020)   | Partie 1 (19 janvier 2020) | Partie 1 (19 janvier 2020) | Partie 1 (19 janvier 2020) | Partie 1 (19 janvier 2020) | Partie 1 (19 janvier 2020) | Partie 1 (19 janvier 2020) | Partie 1 (19 janvier 2020) |
| -------------------------- | -------------------------- | -------------------------- | ---------------------------- | -------------------------- | -------------------------- | -------------------------- | -------------------------- | -------------------------- | -------------------------- | -------------------------- |
| I                          | 1                          | Eden Zohar Sivan           | Ain't No Other Man           | Yes                        | Yes                        | Yes                        | Yes                        | Yes                        | 76%                        | Repêché                    |
| I                          | 2                          | Gaya Shaki                 | Dance Monkey                 | Yes                        | Yes                        | Yes                        | Yes                        | Yes                        | 91%                        | Qualification              |
| II                         | 3                          | Raviv Kaner                | Galim                        | Yes                        | Yes                        | No                         | Yes                        | Yes                        | 74%                        | Repêché                    |
| II                         | 4                          | Lali Kolishkin             | She Wolf (Falling to Pieces) | Yes                        | Yes                        | Yes                        | Yes                        | Yes                        | 88%                        | Qualification              |
| III                        | 5                          | Orr Amrami-Brockman        | Human                        | No                         | Yes                        | Yes                        | Yes                        | Yes                        | 81%                        | Qualification              |
| III                        | 6                          | Omer Eliyahu               | Tokho ratzuf ahava           | No                         | Yes                        | Yes                        | No                         | No                         | 48%                        | Élimination                |
| IV                         | 7                          | Ohad Shragai               | Dangerous Woman              | Yes                        | Yes                        | Yes                        | Yes                        | Yes                        | 61%                        | Repêché                    |
| IV                         | 8                          | Moran Aharoni              | Stone Cold                   | Yes                        | Yes                        | Yes                        | Yes                        | Yes                        | 88%                        | Qualification              |
| V                          | 9                          | Eden Alene                 | Locked Out of Heaven         | Yes                        | Yes                        | Yes                        | Yes                        | Yes                        | 91%                        | Qualification              |
| V                          | Partie 2 (20 janvier 2020) |                            |                              |                            |                            |                            |                            |                            |                            |                            |
| V                          | 10                         | Dorel Saadon               | Titanium                     | Yes                        | Yes                        | Yes                        | Yes                        | Yes                        | 85%                        | Repêché                    |
| VI                         | 11                         | Loai Ali                   | Iceland                      | No                         | Yes                        | Yes                        | Yes                        | Yes                        | 62%                        | Repêché                    |
| VI                         | 12                         | Ella-Lee Lahav             | Toxic                        | No                         | Yes                        | Yes                        | Yes                        | Yes                        | 80%                        | Qualification              |

##### Heat 4 – Spécial Idan Raichel
Lors de cette émission, chaque participant interpréte sa chanson avec Idan Raichel, artiste ayant participé à l'entracte du Concours Eurovision de la chanson 2019.
| Ordre                                 | Artiste                               | Chanson                               | Vote des juges                        | Vote des juges                        | Vote des juges                        | Vote des juges                        | Vote des juges                        | Score                                 | Résultat                              |
| Ordre                                 | Artiste                               | Chanson                               | Amdursky                              | Static & Tavori                       | Skaat                                 | Mesika                                | Maimon                                | Score                                 | Résultat                              |
| Partie 1 (23 janvier 2020) – Groupe 1 | Partie 1 (23 janvier 2020) – Groupe 1 | Partie 1 (23 janvier 2020) – Groupe 1 | Partie 1 (23 janvier 2020) – Groupe 1 | Partie 1 (23 janvier 2020) – Groupe 1 | Partie 1 (23 janvier 2020) – Groupe 1 | Partie 1 (23 janvier 2020) – Groupe 1 | Partie 1 (23 janvier 2020) – Groupe 1 | Partie 1 (23 janvier 2020) – Groupe 1 | Partie 1 (23 janvier 2020) – Groupe 1 |
| ------------------------------------- | ------------------------------------- | ------------------------------------- | ------------------------------------- | ------------------------------------- | ------------------------------------- | ------------------------------------- | ------------------------------------- | ------------------------------------- | ------------------------------------- |
| 1                                     | Eden Alene                            | Shoshanim atzuvot                     | Yes                                   | Yes                                   | Yes                                   | Yes                                   | Yes                                   | 89%                                   | Qualification                         |
| 2                                     | Orr Amrami-Brockman                   | Ve'im tavo'i elay                     | No                                    | Yes                                   | Yes                                   | Yes                                   | Yes                                   | 74%                                   | Qualification                         |
| 3                                     | Ohad Shragai                          | Mikol ha'ahavot                       | No                                    | Yes                                   | Yes                                   | No                                    | Yes                                   | 56%                                   | Qualification                         |
| 4                                     | Loai Ali                              | She'eriot shel ha'chaim               | Yes                                   | Yes                                   | Yes                                   | Yes                                   | Yes                                   | 77%                                   | Qualification                         |
| 5                                     | Lali Kolishkin                        | Im hayita ro'eh                       | Yes                                   | Yes                                   | No                                    | Yes                                   | Yes                                   | 78%                                   | Qualification                         |
| Partie 2 (25 janvier 2020)            |                                       |                                       |                                       |                                       |                                       |                                       |                                       |                                       |                                       |
| Groupe 2                              |                                       |                                       |                                       |                                       |                                       |                                       |                                       |                                       |                                       |
| 6                                     | Raviv Kaner                           | Mima'amakim                           | Yes                                   | Yes                                   | Yes                                   | Yes                                   | Yes                                   | 86%                                   | Qualification                         |
| 7                                     | Eden Zohar Sivan                      | La eternidad que se perdió            | Yes                                   | Yes                                   | Yes                                   | Yes                                   | Yes                                   | 76%                                   | Repêché                               |
| 8                                     | Moran Aharoni                         | Ahava kazo                            | Yes                                   | Yes                                   | Yes                                   | Yes                                   | Yes                                   | 85%                                   | Qualification                         |
| 9                                     | Gaya Shaki                            | Ulai hapa'am                          | Yes                                   | Yes                                   | Yes                                   | Yes                                   | Yes                                   | 80%                                   | Qualification                         |
| 10                                    | Ella-Lee Lahav                        | Mechake                               | Yes                                   | Yes                                   | Yes                                   | Yes                                   | No                                    | 83%                                   | Qualification                         |
| Groupe 1                              |                                       |                                       |                                       |                                       |                                       |                                       |                                       |                                       |                                       |
| 11                                    | Dorel Saadon                          | Lifnei she'yigamer                    | Yes                                   | Yes                                   | No                                    | No                                    | No                                    | 54%                                   | Élimination                           |

##### Heat 5
| Duel                       | Ordre                      | Artiste                    | Chanson                     | Vote des juges             | Vote des juges             | Vote des juges             | Vote des juges             | Vote des juges             | Score                      | Résultat                   |
| Duel                       | Ordre                      | Artiste                    | Chanson                     | Amdursky                   | Static & Tavori            | Maimon                     | Peles                      | Levi                       | Score                      | Résultat                   |
| Partie 1 (26 janvier 2020) | Partie 1 (26 janvier 2020) | Partie 1 (26 janvier 2020) | Partie 1 (26 janvier 2020)  | Partie 1 (26 janvier 2020) | Partie 1 (26 janvier 2020) | Partie 1 (26 janvier 2020) | Partie 1 (26 janvier 2020) | Partie 1 (26 janvier 2020) | Partie 1 (26 janvier 2020) | Partie 1 (26 janvier 2020) |
| -------------------------- | -------------------------- | -------------------------- | --------------------------- | -------------------------- | -------------------------- | -------------------------- | -------------------------- | -------------------------- | -------------------------- | -------------------------- |
| I                          | 1                          | Eden Alene                 | Fuego                       | Yes                        | Yes                        | Yes                        | Yes                        | No                         | 79%                        | Repêché                    |
| I                          | 2                          | Raviv Kaner                | Human                       | Yes                        | Yes                        | Yes                        | Yes                        | Yes                        | 85%                        | Qualification              |
| II                         | 3                          | Ohad Shragai               | Feel                        | No                         | Yes                        | Yes                        | Yes                        | Yes                        | 73%                        | Repêché                    |
| II                         | 4                          | Lali Kolishkin             | I Lived                     | Yes                        | Yes                        | Yes                        | Yes                        | No                         | 80%                        | Qualification              |
| III                        | 5                          | Ella-Lee Lahav             | Kill This Love              | No                         | Yes                        | Yes                        | Yes                        | No                         | 59%                        | Repêché                    |
| III                        | 6                          | Gaya Shaki                 | Girls Just Want to Have Fun | Yes                        | Yes                        | Yes                        | Yes                        | Yes                        | 83%                        | Qualification              |
| IV                         | 7                          | Eden Zohar Sivan           | Shape of You                | No                         | No                         | No                         | Yes                        | No                         | 44%                        | Élimination                |
| IV                         | Partie 2 (27 janvier 2020) |                            |                             |                            |                            |                            |                            |                            |                            |                            |
| IV                         | 8                          | Orr Amrami-Brockman        | Sha'ar HaRahamim            | No                         | No                         | —                          | Yes                        | No                         | 61%                        | Qualification              |
| V                          | 9                          | Loai Ali                   | Shnei meshuga'im            | No                         | Yes                        | Yes                        | No                         | Yes                        | 61%                        | Repêché                    |
| V                          | 10                         | Moran Aharoni              | Take Me to Church           | No                         | Yes                        | Yes                        | Yes                        | No                         | 65%                        | Qualification              |

#### Quart de finale
| Groupe | Ordre | Artiste             | Chanson                | Vote des juges | Vote des juges  | Vote des juges | Vote des juges | Vote des juges | Score | Résultat      |
| Groupe | Ordre | Artiste             | Chanson                | Amdursky       | Static & Tavori | Maimon         | Peles          | Levi           | Score | Résultat      |
| ------ | ----- | ------------------- | ---------------------- | -------------- | --------------- | -------------- | -------------- | -------------- | ----- | ------------- |
| I      | 1     | Lali Kolishkin      | Girl on Fire           | Yes            | Yes             | Yes            | Yes            | Yes            | 87%   | Qualification |
| I      | 2     | Eden Alene          | Yehefa                 | No             | Yes             | Yes            | Yes            | Yes            | 78%   | Qualification |
| I      | 3     | Loai Ali            | Ya mama                | Yes            | Yes             | No             | No             | Yes            | 55%   | Élimination   |
| II     | 4     | Moran Aharoni       | Love On Top            | No             | Yes             | Yes            | Yes            | Yes            | 68%   | Qualification |
| II     | 5     | Orr Amrami-Brockman | Aluf ha'Olam           | No             | Yes             | Yes            | Yes            | Yes            | 77%   | Qualification |
| II     | 6     | Raviv Kaner         | Always                 | No             | Yes             | No             | Yes            | Yes            | 67%   | Repêché       |
| III    | 7     | Ohad Shragai        | Pe gadol               | Yes            | Yes             | Yes            | Yes            | Yes            | 69%   | Repêché       |
| III    | 8     | Ella-Lee Lahav      | Wild Enough            | Yes            | Yes             | Yes            | Yes            | Yes            | 83%   | Qualification |
| III    | 9     | Gaya Shaki          | idontwannabeyouanymore | Yes            | Yes             | Yes            | Yes            | Yes            | 85%   | Qualification |

#### Demi-finales
Les demi-finales sont divisées en deux tours. D'abord, quatre des huit artistes encore en lice sont répartis en deux duels. De chaque duel, l'artiste ayant le meilleur score se qualifie pour le second tour. Un des deux perdants est repêché par les juges pour participer lors de la troisième demi-finale et le dernier candidat est éliminé.
Les trois qualifiés interprètent alors une nouvelle chanson. Puis, chaque juge attribue 12 points à son favori et 10 points à son deuxième. Le public attribue, pour sa part, 40 points répartis proportionnellement à son vote.

##### Première demi-finale
| Duel | Ordre | Artiste        | Chanson                  | Vote des juges | Vote des juges  | Vote des juges | Vote des juges | Vote des juges | Score | Résultat      |
| Duel | Ordre | Artiste        | Chanson                  | Amdursky       | Static & Tavori | Maimon         | Peles          | Levi           | Score | Résultat      |
| ---- | ----- | -------------- | ------------------------ | -------------- | --------------- | -------------- | -------------- | -------------- | ----- | ------------- |
| I    | 1     | Ella-Lee Lahav | Only Girl (In the World) | Yes            | Yes             | Yes            | Yes            | Yes            | 91%   | Deuxième tour |
| I    | 2     | Ohad Shragai   | The Logical Song         | No             | Yes             | Yes            | Yes            | Yes            | 60%   | Élimination   |
| II   | 3     | Lali Kolishkin | Mirrors                  | Yes            | Yes             | Yes            | Yes            | No             | 80%   | Deuxième tour |
| II   | 4     | Eden Alene     | Hayi shketa              | No             | Yes             | No             | No             | Yes            | 64%   | Repêché       |

| Ordre | Artiste        | Chanson               | Jury | Public | Total | Resultat    |
| ----- | -------------- | --------------------- | ---- | ------ | ----- | ----------- |
| 5     | Lali Kolishkin | Writing's on the Wall | 54   | 18     | 72    | Élimination |
| 6     | Ella-Lee Lahav | Royals                | 64   | 20     | 84    | Finaliste   |
| 7     | Eden Alene     | Listen                | 62   | 22     | 84    | Finaliste   |

| Détail du vote des juges | Détail du vote des juges | Détail du vote des juges | Détail du vote des juges | Détail du vote des juges | Détail du vote des juges | Détail du vote des juges | Détail du vote des juges |
| Artiste                  | Amdursky                 | Tavori                   | Static                   | Maimon                   | Peles                    | Levi                     | Total                    |
| ------------------------ | ------------------------ | ------------------------ | ------------------------ | ------------------------ | ------------------------ | ------------------------ | ------------------------ |
| Lali Kolishkin           | 12                       | 8                        | 8                        | 10                       | 8                        | 8                        | 54                       |
| Ella-Lee Lahav           | 10                       | 12                       | 10                       | 8                        | 12                       | 12                       | 64                       |
| Eden Alene               | 8                        | 10                       | 12                       | 12                       | 10                       | 10                       | 62                       |

##### Deuxième demi-finale
| Duel | Ordre | Artiste             | Chanson                 | Vote des juges | Vote des juges  | Vote des juges | Vote des juges | Vote des juges | Score | Résultat      |
| Duel | Ordre | Artiste             | Chanson                 | Amdursky       | Static & Tavori | Maimon         | Peles          | Levi           | Score | Résultat      |
| ---- | ----- | ------------------- | ----------------------- | -------------- | --------------- | -------------- | -------------- | -------------- | ----- | ------------- |
| I    | 1     | Raviv Kaner         | Hallelujah              | No             | Yes             | Yes            | Yes            | Yes            | 80%   | Deuxième tour |
| I    | 2     | Gaya Shaki          | Wrecking Ball           | Yes            | Yes             | Yes            | No             | Yes            | 69%   | Repêché       |
| II   | 3     | Orr Amrami-Brockman | Lech im ha'emet shelcha | Yes            | Yes             | Yes            | Yes            | No             | 83%   | Deuxième tour |
| II   | 4     | Moran Aharoni       | Who You Are             | —              | Yes             | Yes            | Yes            | Yes            | 66%   | Élimination   |

| Ordre | Artiste             | Chanson           | Jury | Public | Total | Résultat    |
| ----- | ------------------- | ----------------- | ---- | ------ | ----- | ----------- |
| 5     | Raviv Kaner         | Gibor shel ima    | 56   | 20     | 76    | Élimination |
| 6     | Gaya Shaki          | Love on the Brain | 60   | 18     | 78    | Finaliste   |
| 7     | Orr Amrami-Brockman | Zachiti le'ehov   | 64   | 22     | 86    | Finaliste   |

| Détail du vote des juges | Détail du vote des juges | Détail du vote des juges | Détail du vote des juges | Détail du vote des juges | Détail du vote des juges | Détail du vote des juges | Détail du vote des juges |
| Artiste                  | Amdursky                 | Tavori                   | Static                   | Maimon                   | Peles                    | Levi                     | Total                    |
| ------------------------ | ------------------------ | ------------------------ | ------------------------ | ------------------------ | ------------------------ | ------------------------ | ------------------------ |
| Raviv Kaner              | 8                        | 8                        | 10                       | 10                       | 12                       | 8                        | 56                       |
| Gaya Shaki               | 12                       | 12                       | 8                        | 8                        | 8                        | 12                       | 60                       |
| Orr Amrami-Brockman      | 10                       | 10                       | 12                       | 12                       | 10                       | 10                       | 64                       |

#### Finale
La finale a lieu le 4 février 2019 et est divisée en deux tours. D'abord, les quatre artistes encore en lice sont répartis en deux duels. De chaque duel, l'artiste ayant reçu le meilleur score est qualifié pour le second tour. Dans ce premier tour, le vote positif des juges ne compte que pour 3 % au lieu des 8 % initiaux. Un des deux candidats perdants est repêché par le public et l'autre est éliminé.
Les trois derniers artistes s'affrontent ensuite lors d'un dernier tour. Au terme de celui-ci, chaque juge attribue 12 points à son favori, 10 points à son deuxième et 8 points à son troisième. En plus du vote des juges habituels, quatre groupes de trois nouveaux juges votent de la même manière. Le public attribue, pour sa part, 300 points répartis proportionnellement à son vote.
| Duel | Ordre | Artiste             | Chanson             | Vote des juges | Vote des juges  | Vote des juges | Vote des juges | Vote des juges | Score | Résultat      |
| Duel | Ordre | Artiste             | Chanson             | Amdursky       | Static & Tavori | Maimon         | Peles          | Levi           | Score | Résultat      |
| ---- | ----- | ------------------- | ------------------- | -------------- | --------------- | -------------- | -------------- | -------------- | ----- | ------------- |
| I    | 1     | Eden Alene          | Where Have You Been | No             | Yes             | Yes            | Yes            | Yes            | 66%   | Repêché       |
| I    | 2     | Orr Amrami-Brockman | Aba                 | No             | Yes             | Yes            | Yes            | Yes            | 73%   | Deuxième tour |
| II   | 3     | Ella-Lee Lahav      | Into You            | Yes            | Yes             | No             | Yes            | No             | 75%   | Deuxième tour |
| II   | 4     | Gaya Shaki          | My Immortal         | Yes            | Yes             | Yes            | Yes            | Yes            | 61%   | Élimination   |

| Ordre | Artiste             | Chanson                | Jury | Public | Total | Résultat |
| ----- | ------------------- | ---------------------- | ---- | ------ | ----- | -------- |
| 5     | Orr Amrami-Brockman | Haim lhiot bah mehhoav | 98   | 60     | 158   | 3        |
| 6     | Ella-Lee Lahav      | Roar                   | 92   | 90     | 182   | 2        |
| 7     | Eden Alene          | Halo                   | 110  | 150    | 260   | 1        |

| Detailed votes of the jury | Detailed votes of the jury | Detailed votes of the jury | Detailed votes of the jury | Detailed votes of the jury | Detailed votes of the jury | Detailed votes of the jury | Detailed votes of the jury | Detailed votes of the jury | Detailed votes of the jury | Detailed votes of the jury | Detailed votes of the jury |
| Artiste                    | Juges                      | Juges                      | Juges                      | Juges                      | Juges                      | Juges                      | Jury professionnel         | Jury professionnel         | Jury professionnel         | Jury professionnel         | Total                      |
| Artiste                    | Amdursky                   | Static                     | Tavori                     | Maimon                     | Peles                      | Levi                       | Barzilai                   | Groupe 1                   | Groupe 2                   | Groupe 3                   | Total                      |
| -------------------------- | -------------------------- | -------------------------- | -------------------------- | -------------------------- | -------------------------- | -------------------------- | -------------------------- | -------------------------- | -------------------------- | -------------------------- | -------------------------- |
| Orr Amrami-Brockman        | 8                          | 8                          | 8                          | 10                         | 12                         | 10                         | 10                         | 10                         | 10                         | 12                         | 98                         |
| Ella-Lee Lahav             | 12                         | 10                         | 10                         | 8                          | 8                          | 8                          | 8                          | 12                         | 8                          | 8                          | 92                         |
| Eden Alene                 | 10                         | 12                         | 12                         | 12                         | 10                         | 12                         | 12                         | 8                          | 12                         | 10                         | 110                        |

La finale se conclut sur la victoire d'Eden Alene, qui est donc désignée comme représentante d'Israël à l'Eurovision 2020.

### Sélection de la chanson –HaShir HaBa L'Eurovizion
La chanson qui représente Israël est sélectionnée via l'émission HaShir HaBa L'Eurovizion. L'émission se tient le 3 mars 2020. Toutes les chansons sont interprétées par Eden Alene. La chanson gagnante est déterminée par une combinaison d'un vote d'un jury de professionnels pour 60 % et du télévote israélien pour 30 %.
| Ordre | Chanson             | Auteur(s)                                         | Jury | Télévote | Total | Place |
| ----- | ------------------- | ------------------------------------------------- | ---- | -------- | ----- | ----- |
| 1     | Savior in the Sound | Oren Emanuel, Talia Londoner, Uri Avni            | 82   | 12       | 94    | 4     |
| 2     | Roots               | Nathan Goshen, Stav Beger                         | 136  | 69       | 205   | 2     |
| 3     | Rakata              | Gal Jo Cohen, Eyal Ishay, Zlil Kalifi, Eran Kashi | 86   | 53       | 139   | 3     |
| 4     | Feker Libi          | Doron Medalie, Idan Raichel                       | 128  | 154      | 282   | 1     |

La soirée se conclut par la victoire de la chanson Feker Libi, alors désignée comme chanson qu'Eden Alene interprétera lors de l'Eurovision 2020.

## À l'Eurovision
Israël aurait participéà la première demi-finale, le 12 mai puis, en cas de qualification, à la finale du 16 mai 2020.
Le 18 mars 2020, l'annulation du Concours en raison de la pandémie de Covid-19 est annoncée.